# 彩虹辣椒
《彩虹辣椒》（也有譯名為七小福及虹色辣椒）是日本漫畫家安達充的漫畫，於《週刊少年Sunday》1990年4・5合併号至1992年19号連載。
《彩虹辣椒》是描述同父異母的七兄弟，是安達充作品中少見類似時代劇的漫畫。日文原名《虹色とうがらし》是雙關語，在江戶時代時虹色とうがらし是指七味粉。漢字正寫是「虹色唐辛子」，更合適的中譯即是「複方七味辣椒粉」。

## 簡介
《彩虹辣椒》是一個在未來的故事，在類似地球的行星，也名為「江戶」的地方，背景類似日本的江戶時代。
七味的母親過世了，他帶著母親給他的胡桃信物來到大雜院，其中住著六個同父異母的兄弟姊妹，他們的母親都過世了，也因父親留下的信物住進大雜院中，但還不知道他們的生父是誰。
七味和兄弟姊妹決定一起旅行，到各自的故鄉為母親掃墓，同時想找尋生父身份的線索，路途中遭到其他人的狙擊，也認識了奥川秋光将軍及他的弟弟貴光，以及神秘的浪人浮論。

## 登場人物

### 七兄弟
- 胡麻：長男，22歳，出身於木豆大島，是藝名為平井亭胡麻的落語家，喜歡大吃大喝。
- 麻次郎：次男，20歳，出身於立浪名古山城，是一刀流的增輪念流中最快學習所有武藝的記錄保持者，擅長繪畫，而且常在繪畫中預知未來發生的事。
- 芥子：三男，18歳，出身於城下町，少年時代在今南寺度過。對於打鬥及賭博非常在行，對於女色和酒的克制力非常弱，回到故鄉時大家避之惟恐不及。
- 七味：主角，四男，15歳，出身於二光江戸村，在故郷是滅火員，擅長打鬥，許多女生喜歡他。
- 菜種：長女，13歳，照顧陳皮及山椒長大，曾由麻次郎教導劍術，常和七味吵架，後來發現她是浮論同母異父的妹妹，和其他六個兄弟沒有血緣關係。
- 陳皮：五男，10歳，是天才發明家，戴著深度近視的眼鏡。
- 山椒：六男，3歳，出身於風賀村，是個小忍者。

除七味以外的兄弟姊妹名字為胡麻、麻、芥子（罌粟籽）、菜種（油菜籽）、陳皮及山椒，是七味唐辛子的材料，而在江戸時代也用「なないろとうがらし」來稱呼七味唐辛子。

### 将軍家
- 秋光：奥川家第八代将軍，傳說是将軍家有始以來的劍術天才，個性好玩耍和新奇的事物，是七兄弟的父親。
- 琴姫：是将軍的女兒，十分任性，喜歡七味，討厭菜種，告訴七味菜種不是他的親妹妹。
- 彦六：大雜院的管理者，也是将軍的屬下（但七兄弟一開始不知道），剣術很好。
- 半蔵：公儀御庭番的風賀忍者，彦六的屬下，在七兄弟旅行時擔任護衛。

### 其他
- 班艦長：飄流到江戸的外國人，一度幫助貴光。
- 奥川貴光：立浪名古山城藩主，秋光的弟弟，想要得到天下，計劃殺掉七兄弟，最後因蜜蜂而死。
- 省吾：貴光的兒子，以盗賊為生，接受貴光指令要殺掉七兄弟，喜歡菜種，決定當作自己的女人，可以毫不在意的殺了自己的手下。
- 赤丸：火賀忍者的首領，在爭鬥公儀御庭番時敗於風賀忍者半蔵，以卑怯的手段及逃跑的能力聞名。
- 浮論：神秘的浪人，剣術非常厲害，最後得知她是菜種同母異父的哥哥，和其他六個兄弟有血緣關係，最後為了救七味及菜種而死在省吾手下。